# Eucalyptus crenulata
Espèce
Classification phylogénétique
Eucalyptus crenulata est une espèce de plantes à fleurs du genre Eucalyptus et de la famille des Myrtaceae. C'est un arbre endémique de la vallée de la rivière Acheron, au Victoria, en Australie.

## Description
C'est un petit arbre avec un feuillage dense qui dépasse rarement 8 mètres de hauteur. Il a des feuilles glauques bleu-vert avec des bords crénelés.
L'espèce est classée comme « menacée » dans l'état de Victoria, en vertu du Flora and Fauna Guarantee Act 1988.

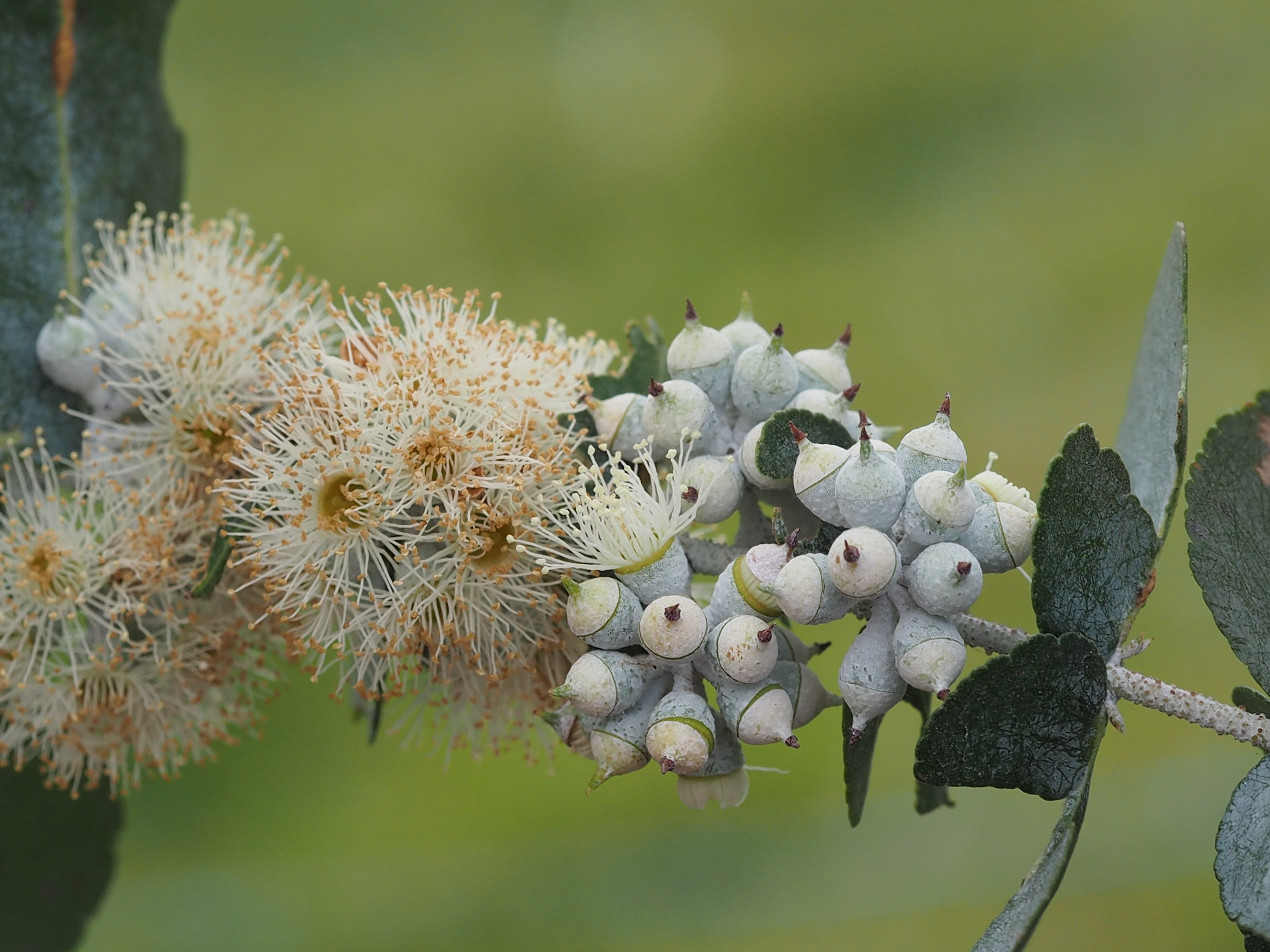
Fleurs.
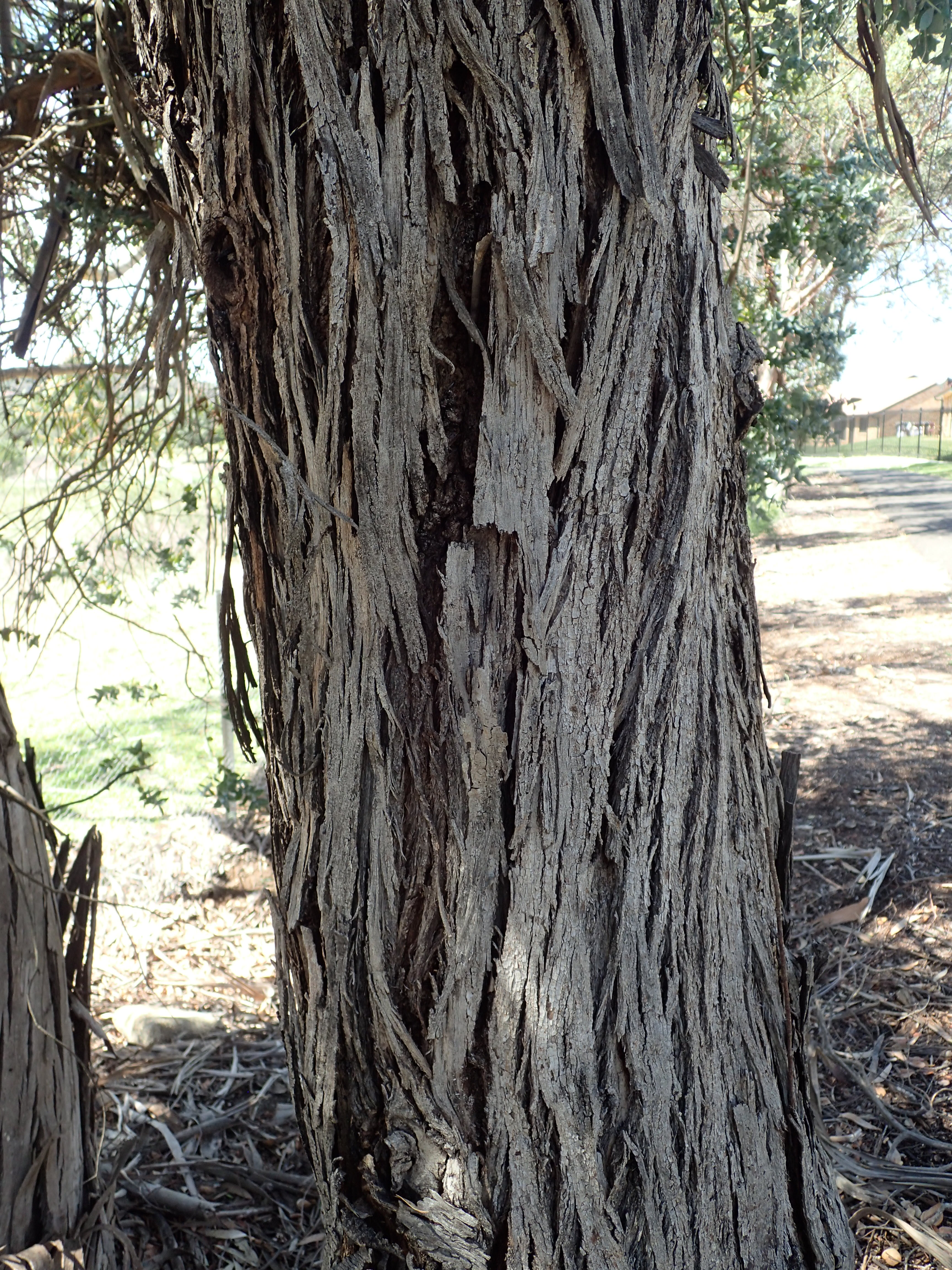
Écorce.
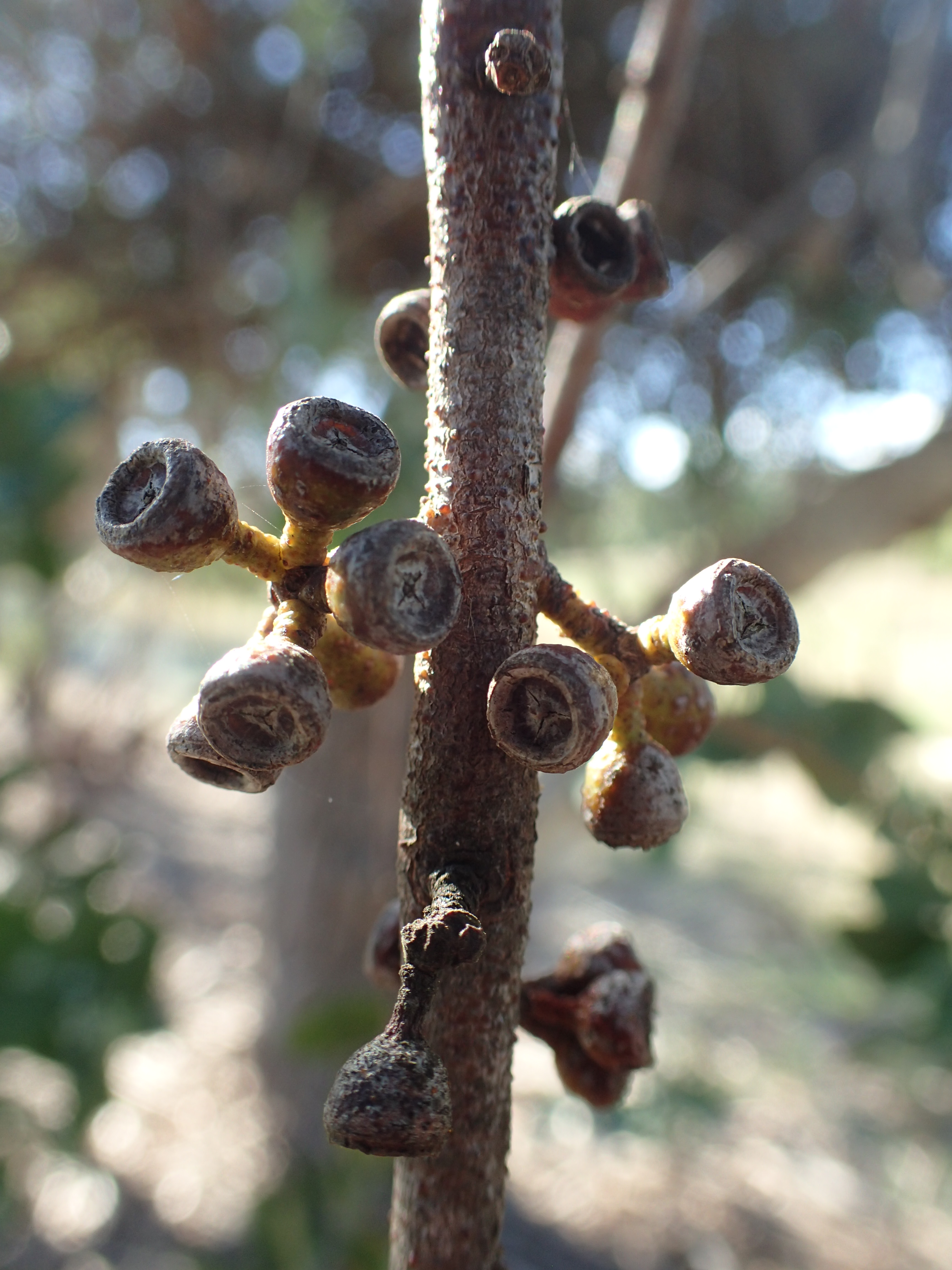
Fruits.
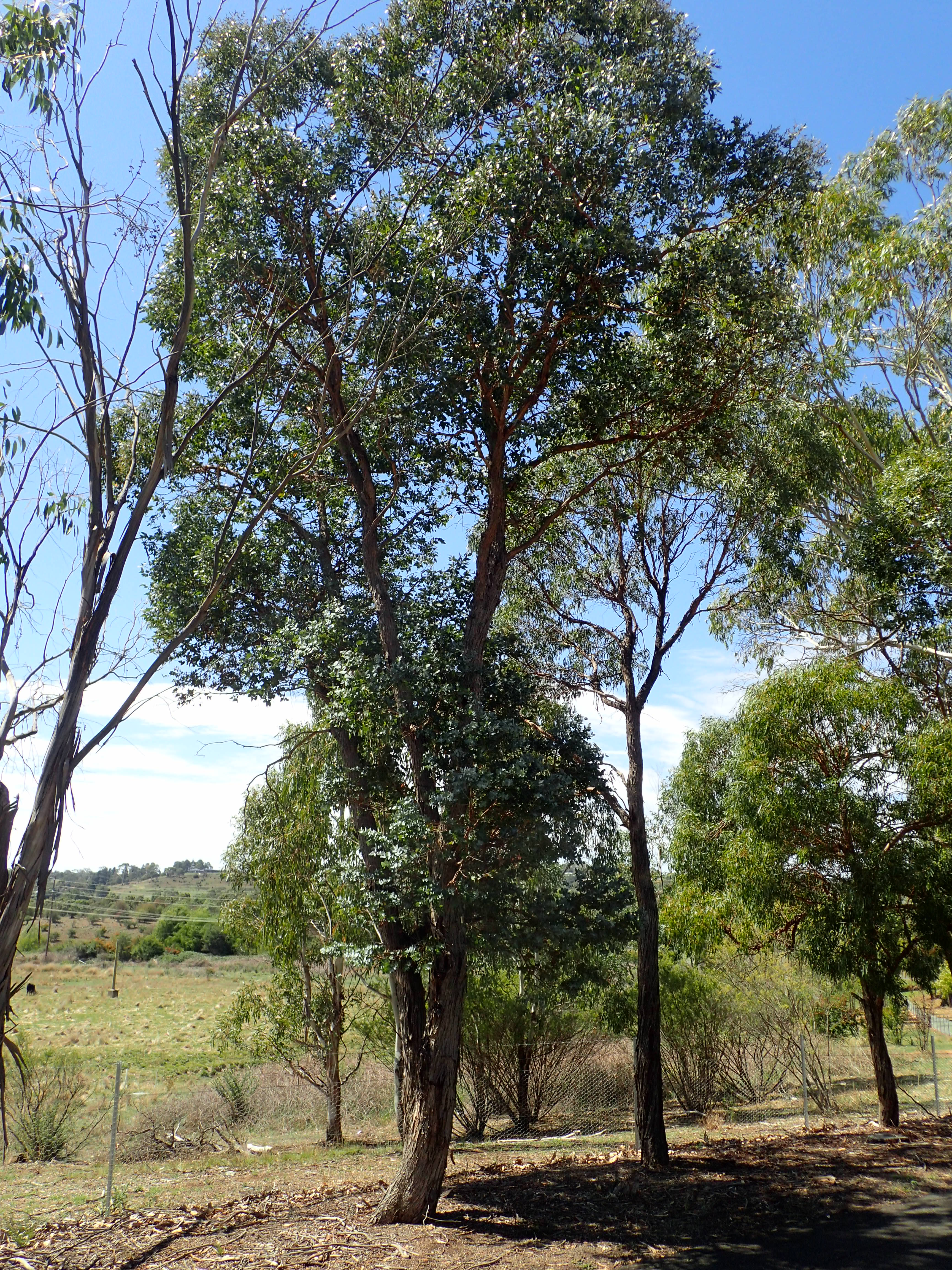
L'arbre.

## Étymologie
Eucalyptus crenulata a, pour la première fois, été décrit en 1939 par William Blakely et Wilfred de Beuzeville d'après un spécimen récolté près de Buxton.
La description a été publiée dans Contributions from the New South Wales National Herbarium.
L'épithète crenulata est un mot latin signifiant « avec de petites dents arrondies », se référant aux bords des feuilles festonnées.